# 塔塔加爾

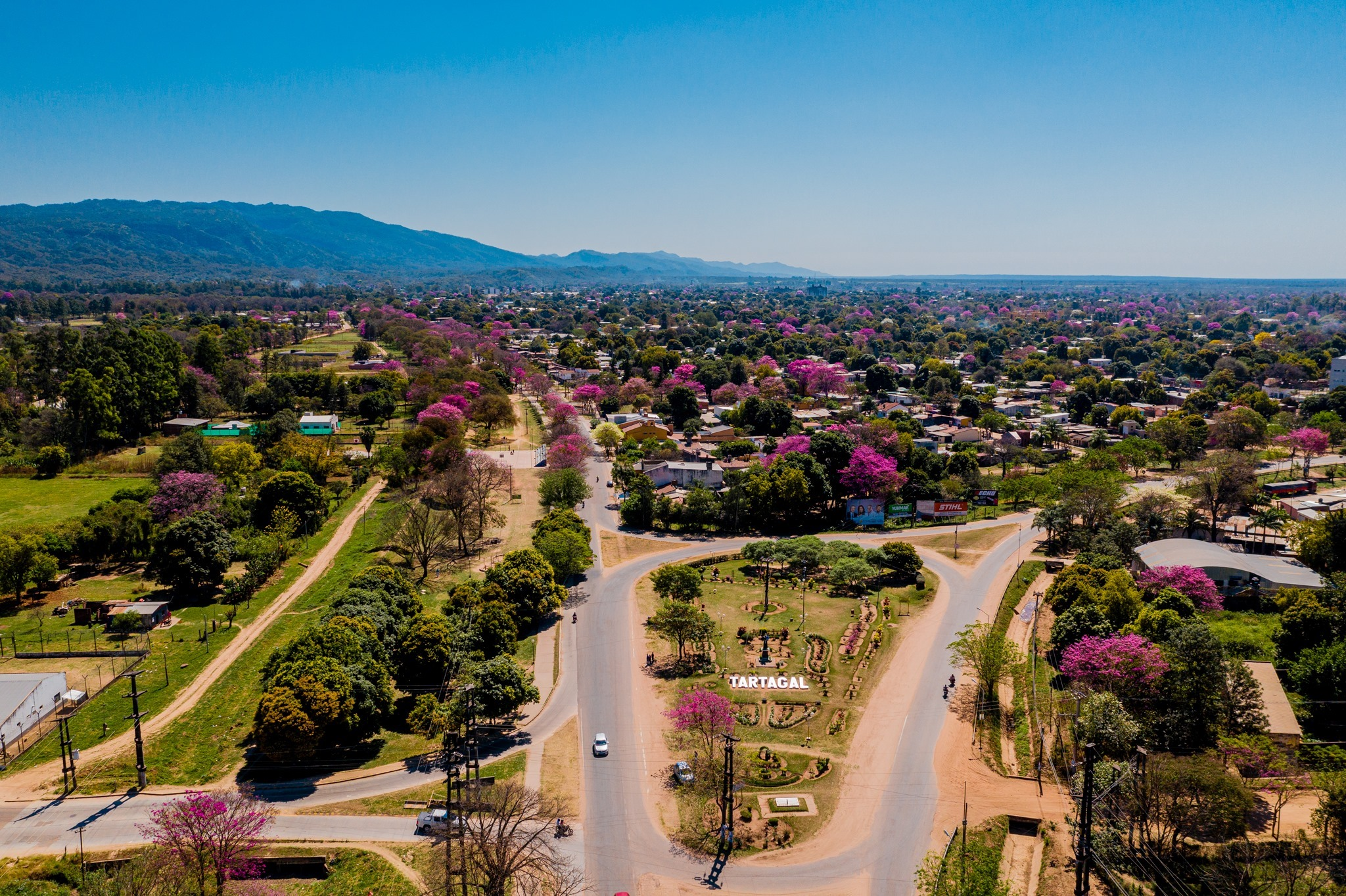
塔塔加爾

塔塔加爾（Tartagal）是阿根廷的城市，位於該國北部，距離首府薩爾塔365公里，由薩爾塔省負責管轄，面積3,015平方公里，海拔高度510米，受亞熱帶氣候影響，2001年人口60,585。

## 外部連結
- （西班牙文）El despliegue del movimiento de trabajadores desocupados en Tartagal-Mosconi （页面存档备份，存于） (PDF)
- （西班牙文）Municipality of Tartagal - Official website.